# Surrendering
«Surrendering» (en español «Rendición») es una canción de la cantante canadiense Alanis Morissette, escrita y producida por ella para su quinto álbum de estudio Under Rug Swept de 2002. El sencillo solo fue lanzado en Canadá.
Morissette dijo que «Surrendering» fue la última canción que escribió para el álbum. Según ella, es «acerca de la gratitud que siento por alguien que con valor tarda en dejarse querer y escuchar (sus temores)». También ha descrito la canción como «muy tranquila y alegre». También es acerca de un hombre con el que Morissette salía en 2002.
El tema fue lanzado como sencillo solo en Canadá en septiembre de 2002.